# Simon de Vlieger
Simon Jacobsz de Vlieger (Róterdam, 1601-Weesp, Holanda Septentrional; 13 de marzo de 1653) fue un pintor, dibujante y grabador neerlandés, conocido principalmente por sus pinturas marinas, perteneciente al Siglo de oro neerlandés y hermano de la también pintora Neeltje de Vlieger, especializada en naturalezas muertas.

## Biografía
En Róterdam el 10 de enero de 1627, contrajo matrimonio con Anna Gerridts van Willige. Su hija, Cornelia, se casó en Ámsterdam en 1651 con el pintor Paulus van Hillegaert el Joven (1631-1658).
Se instaló en 1634 en Delft, en cuyo Gremio de pintores de san Lucas ingresó ese mismo año. En 1638 marchó a Ámsterdam para participar en los diseños para la entrada de María de Médici en la ciudad, donde se estableció y alcanzó la ciudadanía en 1643.
Sus primeras obras fechadas datan de 1624 y los encargos municipales y eclesiásticos en Delft y Róterdam fueron su principal fuente de trabajo durante muchos años. En las décadas de 1630 y de 1640, fue uno de los pintores de marinas más reputados de las Provincias Unidas. Falleció en Weesp, probablemente a comienzos de marzo de 1653, y su muerte fue lamentada en versos por el poeta Joost van den Vondel.
Pasó de un estilo monocromo influido por Jan Porcellis y Willem van de Velde el Viejo a un uso más realista de los colores, realizando pinturas muy detalladas y representaciones fieles de gremios y de construcción de navíos. Al principio sus temas fueron principalmente barcos y fantasiosas costas escarpadas, hacia 1630 pintó sus primeras escenas de playa y a partir de 1650 ejecutó sobre todo vistas de costas y paisajes marinos de aguas tranquilas y algunas pocas escenas de bosques. También pintó navíos en el puerto, en plena mar, sumidos en la tempestad o escenas de naufragios. Su obra influyó a menudo a la generación posterior de pintores de marinas y fue maestro de Willem van de Velde el Joven, Adriaen van de Velde y Jan van de Cappelle. Hombre versátil, aparte de pinturas, realizó también numerosos grabados, tapices, aguafuertes y vitrales para la Nieuwe Kerk de Ámsterdam y pintó y dibujó también escenas de playas y paisajes así como unas pocas escenas de género y retratos.
Otros artistas siguieron su estilo, entre los que destacan Hendrick Jacobsz. Dubbels y Jacob Adriaensz Bellevois; sus paisajes fueron un claro referente para los de Jacob van Ruisdael y los principales autores neerlandeses en este género.